# Us3

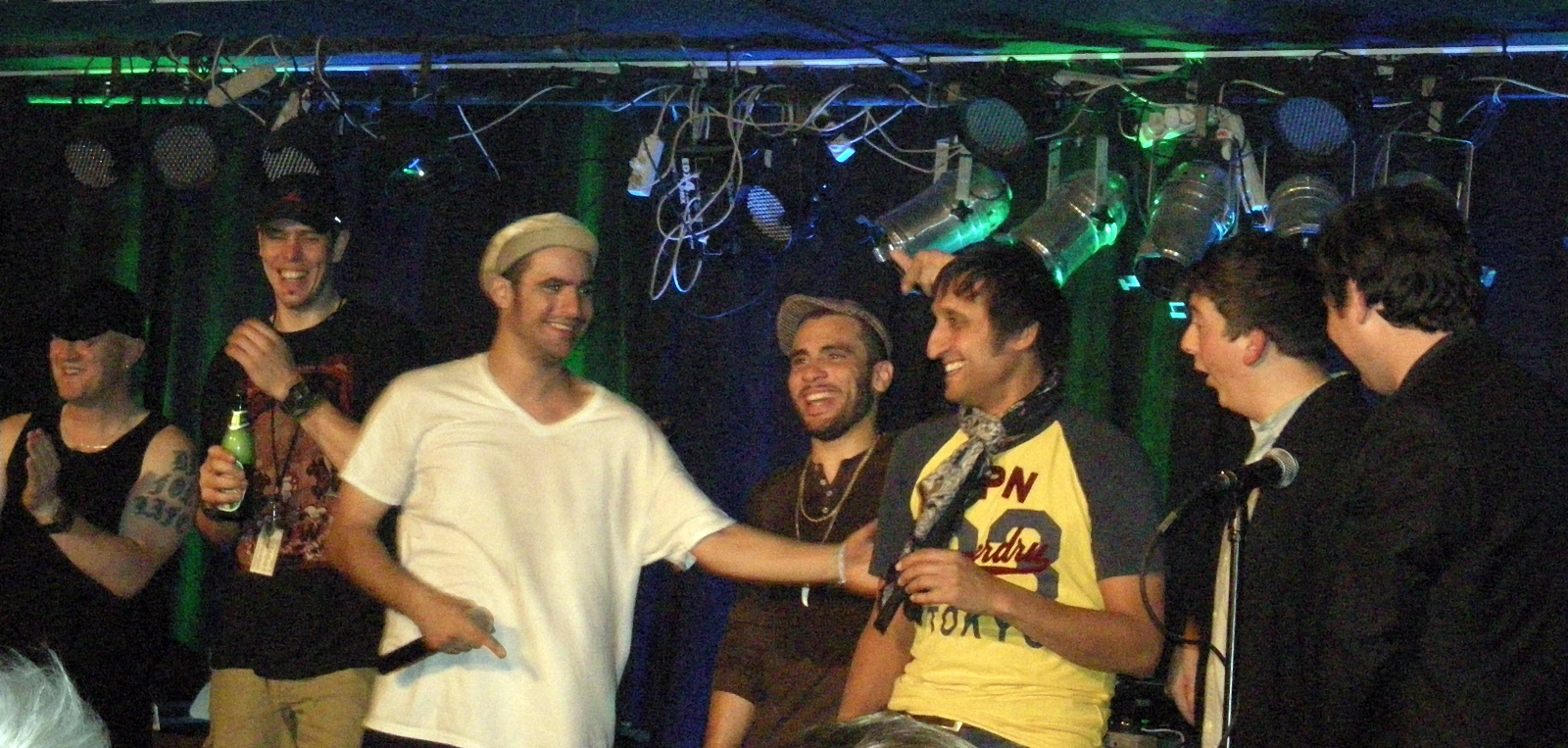
Us3 (2011)

Us3 ist eine britische Jazz-Rap-Band, die 1991 in London gegründet wurde. Die Band mischte im Rahmen des Samplings vor allem Jazzstücke des amerikanischen Blue-Note-Labels mit Hip-Hop-Elementen. 

## Karriere
Insbesondere die im Januar 1993 erschienene Single Cantaloop mit Elementen des Herbie-Hancock-Stückes Cantaloupe Island (vom Juni 1964) wurde ein internationaler Erfolg. Der kreative Kopf der Band, Geoff Wilkinson, hatte Zutritt zu den Archiven des Plattenunternehmens Blue Note Records erhalten und die Erlaubnis bekommen, von den alten Mehrspurtonbändern Samples zu erstellen. Das Ergebnis ist sowohl auf der Single Cantaloop als auch auf der im Jahr 1993 erschienenen CD Hand on the Torch zu hören. 
Wilkinson hat für Cantaloop sowohl Teile einer Original-Birdland-Ansage Pee Wee Marquettes vom 21. Februar 1954 als auch Teile des Klavierparts von Herbie Hancocks Aufnahme aus dem Jahr 1964 als Sample gemischt. Kombiniert mit neu aufgenommenen Instrumentalparts, Rap-Passagen und Drum-and-Bass-Sounds aus dem Computer ergab dies eine jazzbeeinflusste Mischung. Im deutschsprachigen Raum wurde der Titel auch als The Song of Manhattan verkauft, da er in der Werbung für die Speise-Eissorte Manhattan von Nestlé-Schöller verwendet wurde.

## Bandmitglieder
- Geoff Wilkinson: seit 1992
- Tukka Yoot
- Mel Simpson: 1992–1996
- Rahsaan Kelly: 1993–1995
- Akalla: 2011
- Akil Pasan
- Alison Crocett: 1999–2002
- Shabam Sahdeeq: 1996–1999
- Kobie Powell: 1993–1999
- Sene: 2009
- Adeline: 2007
- Gaston: 2005–2007
- Reggi Whyns: 2003–2005

## Diskografie

### Studioalben
| Jahr | Titel             | Höchstplatzierung, Gesamtwochen, AuszeichnungChartplatzierungen (Jahr, Titel, Platzierungen, Wochen, Auszeichnungen, Anmerkungen) | Höchstplatzierung, Gesamtwochen, AuszeichnungChartplatzierungen (Jahr, Titel, Platzierungen, Wochen, Auszeichnungen, Anmerkungen) | Höchstplatzierung, Gesamtwochen, AuszeichnungChartplatzierungen (Jahr, Titel, Platzierungen, Wochen, Auszeichnungen, Anmerkungen) | Höchstplatzierung, Gesamtwochen, AuszeichnungChartplatzierungen (Jahr, Titel, Platzierungen, Wochen, Auszeichnungen, Anmerkungen) | Höchstplatzierung, Gesamtwochen, AuszeichnungChartplatzierungen (Jahr, Titel, Platzierungen, Wochen, Auszeichnungen, Anmerkungen) | Anmerkungen                        |
| Jahr | Titel             | DE | AT | CH | UK | US | Anmerkungen                        |
| ---- | ----------------- | --- | --- | --- | --- | --- | ---------------------------------- |
| 1993 | Hand on the Torch | DE29 (13 Wo.)DE | AT11 (13 Wo.)AT | CH21 (10 Wo.)CH | UK40 (7 Wo.)UK | US31 Platin · (33 Wo.)US | Erstveröffentlichung: Juni 1993    |
| 1997 | Broadway & 52nd   | DE80 (2 Wo.)DE | AT28 (2 Wo.)AT | CH48 (1 Wo.)CH | UK93 (1 Wo.)UK | — | Erstveröffentlichung: Februar 1997 |

Weitere Alben
- 1999: Hits and Remixes
- 2001: An Ordinary Day in an Unusual Place
- 2003: The Ultimate
- 2004: Questions
- 2006: Schizophonic
- 2007: Say What!?
- 2009: Stop. Think. Run.
- 2011: Lie, Cheat & Steal
- 2013: The Third Way

### Singles
| Jahr | Titel Album                                                | Höchstplatzierung, Gesamtwochen, AuszeichnungChartplatzierungen (Jahr, Titel, Album, Platzierungen, Wochen, Auszeichnungen, Anmerkungen) | Höchstplatzierung, Gesamtwochen, AuszeichnungChartplatzierungen (Jahr, Titel, Album, Platzierungen, Wochen, Auszeichnungen, Anmerkungen) | Höchstplatzierung, Gesamtwochen, AuszeichnungChartplatzierungen (Jahr, Titel, Album, Platzierungen, Wochen, Auszeichnungen, Anmerkungen) | Höchstplatzierung, Gesamtwochen, AuszeichnungChartplatzierungen (Jahr, Titel, Album, Platzierungen, Wochen, Auszeichnungen, Anmerkungen) | Höchstplatzierung, Gesamtwochen, AuszeichnungChartplatzierungen (Jahr, Titel, Album, Platzierungen, Wochen, Auszeichnungen, Anmerkungen) | Anmerkungen                        |
| Jahr | Titel Album                                                | DE | AT | CH | UK | US | Anmerkungen                        |
| ---- | ---------------------------------------------------------- | --- | --- | --- | --- | --- | ---------------------------------- |
| 1992 | Cantaloop (Flip Fantasia) Hand on the Torch                | DE22 (30 Wo.)DE | AT3 (17 Wo.)AT | CH7 (25 Wo.)CH | UK23 (5 Wo.)UK | US9 Gold · (27 Wo.)US | Erstveröffentlichung: Oktober 1992 |
| 1993 | Tukka Yoot’s Riddim Hand on the Torch                      | DE97 (2 Wo.)DE | AT24 (3 Wo.)AT | CH26 (12 Wo.)CH | UK34 (6 Wo.)UK | — | Erstveröffentlichung: Juni 1993    |
| 1994 | I Got It Goin’ On Hand on the Torch                        | — | — | — | UK52 (3 Wo.)UK | — | Erstveröffentlichung: Mai 1994     |
| 1997 | Come on Everybody (Get Down) Broadway & 52nd               | — | — | CH49 (2 Wo.)CH | UK38 (2 Wo.)UK | — | Erstveröffentlichung: Januar 1997  |
| 2001 | You Can’t Hold Me Down An Ordinary Day in an Unusual Place | — | — | — | UK94 (1 Wo.)UK | — | Erstveröffentlichung: Oktober 2001 |

Weitere Singles
- 1994: Eleven Long Years
- 1997: I'm Thinking About Your Body
- 2002: Get Out
- 2007: Say You Belong to Me